# Lamar Patterson
Pour les articles homonymes, voir Patterson.
Lamar Patterson, né le 12 août 1991, est un joueur américain de basket-ball. Il évolue aux postes d'arrière et d'ailier.

## Biographie

### Carrière universitaire
En 2009, il rejoint les Panthers de Pittsburgh en NCAA.
Lors de sa première année universitaire, en novembre 2009, il se fracture la cheville contre les Shockers de Wichita State et rate la majorité de la saison.
En 2010-2011, il est de retour sur les parquets et devient un joueur clé dans la rotation des Panthers.
En 2011-2012, pour son année de sophomore (2e année), il obtient une place de titulaire et augmente sa moyenne de points par match de 2,6 à 9,6 points. Il termine la saison sur une bonne note en contribuant au titre de son équipe au College Basketball Invitational (CBI) de 2012. Durant ce tournoi, il tourne à 13,3 points, 6 rebonds et 4,5 points par match et est nommé MVP.
Durant son année junior, il aide les Panthers à faire leur retour dans le NCAA Tournament. Cependant, Pittsburgh perd sa participation à un éventuel Final Four.
Patterson reste chez les Panthers pour sa saison en tant que senior. Les Panthers sont passés dans l'Atlantic Coast Conference. Patterson connaît une saison exceptionnelle puisqu'il est l'un des meilleurs joueurs de la ligue, avec des moyennes passées de 10,0 à 17,1 points. À la fin de la saison, il est nommé dans la seconde meilleure équipe All-ACC par les entraîneurs de la ligue et les médias.

### Carrière professionnelle
Lors de la draft 2014 de la NBA, le 26 juin 2014, il est sélectionné en 48e position par les Bucks de Milwaukee. Puis, le soir de la draft, ses droits sont transférés aux Hawks d'Atlanta.
En juillet 2014, il participe à la NBA Summer League 2014 avec les Hawks. Le 4 août 2014, il signe en Turquie avec le Tofaş Spor Kulübü en TBL. En 29 matches avec Tofaş en 2014-2015, il a des moyennes de 11,2 points, 3,4 rebonds, 2,2 passes décisives et 1,0 interception par match.
Le 24 juillet 2015, Patterson signe avec les Hawks d'Atlanta après avoir tourné à 13,1 points, 5,1 rebonds, 3,4 passes décisives et 1,6 interception en sept matches de Summer League. Le 27 octobre 2015, il fait ses débuts avec les Hawks, en marquant cinq points et distribuant deux passes décisives lors de la défaite chez les Pistons de Détroit. Durant sa saison rookie, il a un petit rôle dans l'effectif des Hawks et il est régulièrement envoyé en D-League chez les Spurs d'Austin puis chez le Charge de Canton. Un an après sa signature, le 12 juillet 2016, il est coupé par les Hawks.

## Palmarès

### En club
- AP honorable mention All-American (2014)

### Distinctions personnelles
- Second team All-ACC (2014)
- CBI Most Valuable Player (2012)

## Statistiques

### Universitaires
Les statistiques en matchs universitaires de Lamar Patterson sont les suivants :
| Saison    | Équipe     | Matchs | Titul. | Min./m | % Tir | % 3pts | % LF | Rbds/m. | Pass/m. | Int/m. | Ctr/m. | Pts/m. |
| --------- | ---------- | ------ | ------ | ------ | ----- | ------ | ---- | ------- | ------- | ------ | ------ | ------ |
| 2009-2010 | Pittsburgh | 11     | 0      | 9,6    | 25,0  | 45,5   | 54,5 | 1,09    | 0,36    | 0,27   | 0,45   | 2,09   |
| 2010-2011 | Pittsburgh | 32     | 0      | 12,5   | 34,1  | 22,2   | 69,0 | 2,00    | 1,31    | 0,44   | 0,16   | 2,62   |
| 2011-2012 | Pittsburgh | 37     | 37     | 28,5   | 44,4  | 40,6   | 77,1 | 5,24    | 3,59    | 1,03   | 0,32   | 9,65   |
| 2012-2013 | Pittsburgh | 33     | 33     | 27,1   | 46,4  | 33,6   | 65,6 | 4,30    | 2,85    | 1,21   | 0,30   | 10,00  |
| 2013-2014 | Pittsburgh | 36     | 36     | 32,6   | 44,1  | 38,8   | 75,4 | 4,86    | 4,28    | 1,42   | 0,33   | 17,11  |
| Carrière  | Carrière   | 149    | 106    | 24,3   | 43,5  | 36,9   | 72,3 | 3,94    | 2,87    | 0,98   | 0,30   | 9,46   |

### Professionnels

#### En Europe
| Saison    | Équipe   | Matchs | Titul. | Min./m | % Tir | % 3pts | % LF | Rbds/m. | Pass/m. | Int/m. | Ctr/m. | Pts/m. |
| --------- | -------- | ------ | ------ | ------ | ----- | ------ | ---- | ------- | ------- | ------ | ------ | ------ |
| 2014-2015 | Tofaş    | 29     | 26     | 28,1   | 43,2  | 35,3   | 73,4 | 3,38    | 2,24    | 1,03   | 0,07   | 11,17  |
| Carrière  | Carrière | 29     | 26     | 28,1   | 43,2  | 35,3   | 73,4 | 3,38    | 2,24    | 1,03   | 0,07   | 11,17  |

#### En NBA

##### Saison régulière
| Saison    | Équipe   | Matchs | Titul. | Min./m | % Tir | % 3pts | % LF | Rbds/m. | Pass/m. | Int/m. | Ctr/m. | Pts/m. |
| --------- | -------- | ------ | ------ | ------ | ----- | ------ | ---- | ------- | ------- | ------ | ------ | ------ |
| 2015-2016 | Atlanta  | 35     | 0      | 11,3   | 35,0  | 24,5   | 72,7 | 1,43    | 1,11    | 0,26   | 0,06   | 2,40   |
| Carrière  | Carrière | 35     | 0      | 11,3   | 35,0  | 24,5   | 72,7 | 1,43    | 1,11    | 0,26   | 0,06   | 2,40   |

##### Playoffs
| Saison   | Équipe   | Matchs | Titul. | Min./m | % Tir | % 3pts | % LF  | Rbds/m. | Pass/m. | Int/m. | Ctr/m. | Pts/m. |
| -------- | -------- | ------ | ------ | ------ | ----- | ------ | ----- | ------- | ------- | ------ | ------ | ------ |
| 2016     | Atlanta  | 4      | 0      | 4,9    | 28,6  | 33,3   | 100,0 | 1,25    | 0,75    | 0,25   | 0,00   | 1,50   |
| Carrière | Carrière | 4      | 0      | 4,9    | 28,6  | 33,3   | 100,0 | 1,25    | 0,75    | 0,25   | 0,00   | 1,50   |

#### En D-League
| Saison    | Équipe   | Matchs | Titul. | Min./m | % Tir | % 3pts | % LF | Rbds/m. | Pass/m. | Int/m. | Ctr/m. | Pts/m. |
| --------- | -------- | ------ | ------ | ------ | ----- | ------ | ---- | ------- | ------- | ------ | ------ | ------ |
| 2015-2016 | Austin   | 10     | 7      | 30,4   | 40,0  | 23,8   | 81,0 | 4,30    | 4,90    | 1,00   | 0,30   | 13,60  |
| 2015-2016 | Canton   | 9      | 8      | 23,1   | 47,6  | 28,6   | 74,1 | 3,56    | 3,56    | 0,89   | 0,11   | 12,00  |
| Carrière  | Carrière | 19     | 15     | 26,9   | 43,2  | 25,7   | 78,3 | 3,95    | 4,26    | 0,95   | 0,21   | 12,84  |

## Records personnels sur une rencontre de NBA
Les records personnels de Lamar Patterson, officiellement recensés par la NBA sont les suivants :
| Type de statistique        | Saison régulière | Saison régulière                            | Saison régulière                  | Playoffs | Playoffs                                   | Playoffs                    |
| Type de statistique        | Record           | Adversaire                                  | Date                              | Record   | Adversaire                                 | Date                        |
| -------------------------- | ---------------- | ------------------------------------------- | --------------------------------- | -------- | ------------------------------------------ | --------------------------- |
| Points                     | 10               | Celtics de Boston                           | 24 novembre 2015                  | 3        | Celtics de Boston @ Cavaliers de Cleveland | 26 avril 2016 2 mai 2016    |
| Paniers marqués            | 3                | 4 fois                                      |                                   | 1        | Celtics de Boston @ Cavaliers de Cleveland | 26 avril 2016 2 mai 2016    |
| Paniers tentés             | 7                | Kings de Sacramento @ Grizzlies de Memphis  | 18 novembre 2015 27 novembre 2015 | 5        | Celtics de Boston                          | 26 avril 2016               |
| Paniers à 3 points réussis | 3                | Celtics de Boston                           | 24 novembre 2015                  | 1        | @ Cavaliers de Cleveland                   | 2 mai 2016                  |
| Paniers à 3 points tentés  | 5                | Kings de Sacramento Celtics de Boston       | 18 novembre 2015 24 novembre 2015 | 1        | 3 fois                                     |                             |
| Lancers francs réussis     | 3                | Hornets de Charlotte @ Grizzlies de Memphis | 30 octobre 2015 27 novembre 2015  | 1        | Celtics de Boston                          | 26 avril 2016               |
| Lancers francs tentés      | 4                | Hornets de Charlotte @ Grizzlies de Memphis | 30 octobre 2015 27 novembre 2015  | 1        | Celtics de Boston                          | 26 avril 2016               |
| Rebonds offensifs          | 1                | 5 fois                                      |                                   |          |                                            |                             |
| Rebonds défensifs          | 6                | Celtics de Boston                           | 24 novembre 2015                  | 2        | Celtics de Boston                          | 19 avril 2016 26 avril 2016 |
| Rebonds totaux             | 6                | Celtics de Boston                           | 24 novembre 2015                  | 2        | Celtics de Boston                          | 19 avril 2016 26 avril 2016 |
| Passes décisives           | 3                | 6 fois                                      |                                   | 1        | Celtics de Boston                          | 19 avril 2016 26 avril 2016 |
| Interceptions              | 2                | Hornets de Charlotte                        | 30 octobre 2015                   | 1        | @ Cavaliers de Cleveland                   | 4 mai 2016                  |
| Contres                    | 1                | @ Grizzlies de Memphis @ Magic d'Orlando    | 27 novembre 2015 30 décembre 2015 |          |                                            |                             |
| Balles perdues             | 3                | @ Spurs de San Antonio                      | 28 novembre 2015                  | 2        | @ Cavaliers de Cleveland                   | 4 mai 2016                  |
| Minutes jouées             | 26               | @ Grizzlies de Memphis                      | 27 novembre 2015                  | 9        | Celtics de Boston @ Cavaliers de Cleveland | 26 avril 2016 4 mai 2016    |

- Double-double : aucun (au terme de la Saison NBA 2015-2016).
- Triple-double : aucun.